# Jean-Pierre Ploué
Jean-Pierre Ploué es un diseñador francés de automóviles, nacido en 1962, conocido por devolverle a la marca Citroën la fuerza y restaurando su reputación de innovación y fuerte estilo individualista.

## Biografía

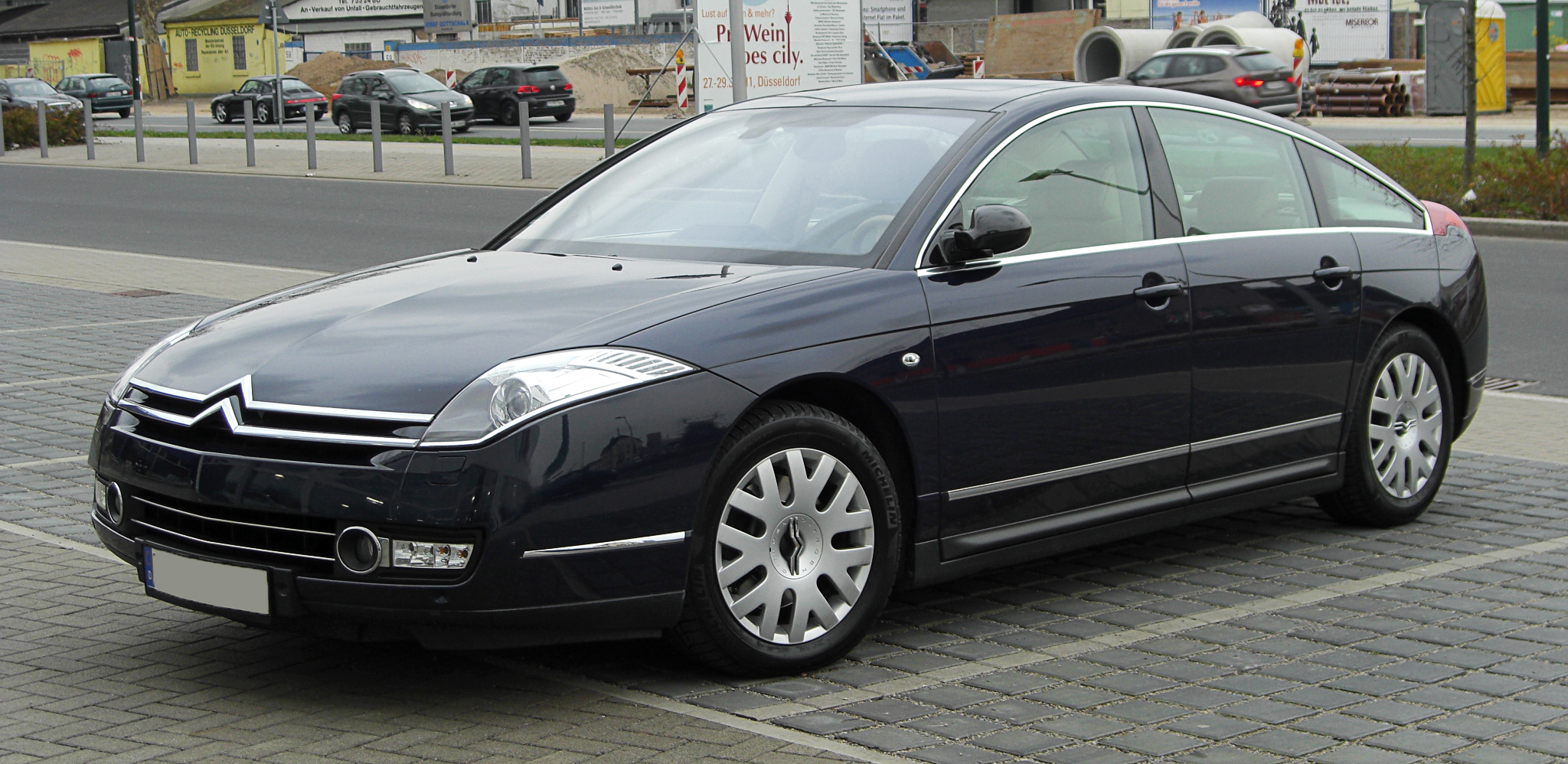
Citroën C6 Bien

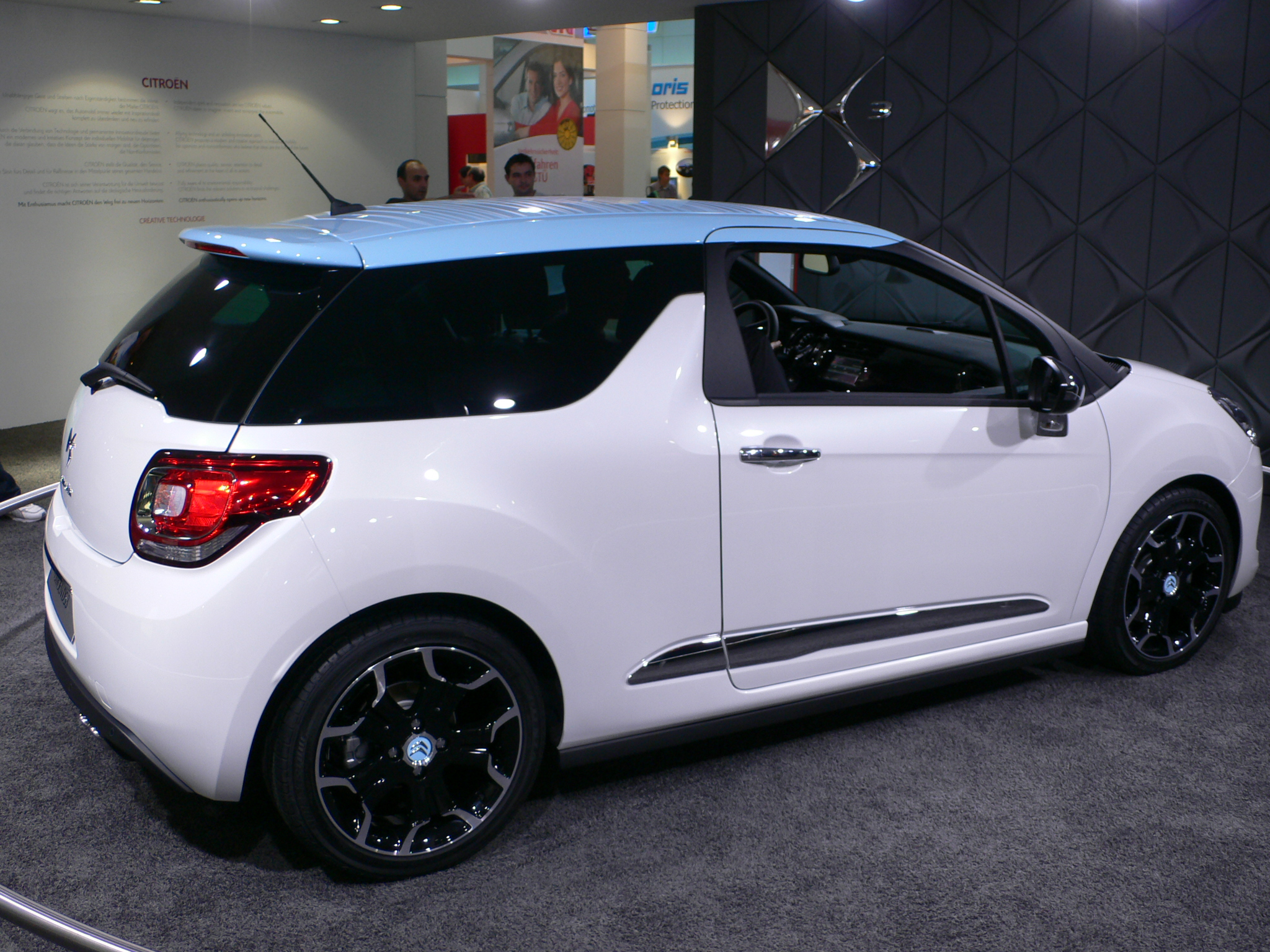
Citroën DS3 IAA 2009

Ploué se graduó en el École nationale supérieure des artes appliqués et des métiers d'arte en 1985. Comenzó su carrera en Renault de 1985@–1995, donde diseñó el Laguna (concept car), el Twingo, y trabajó en el diseño del Renault Clio II y Megane I.
De 1995 a 1998 trabajó en el Centro de Diseño de Volkswagen  en Wolfsburg, Alemania. De 1998 a 1999 Ploué fue director de Diseño Exterior en Ford en Cologne, Alemania.
En 1999 Jean-Pierre Ploué reemplazó a Arthur Blakeslee como Director del Centro de Diseño Citroën , y fue el responsable de rejuvenecer la imagen de la marca. Su llegada marcó una nueva era para Citroën, derivó en el lanzamiento de exitosos y elegantes nuevos modelos como el C4, la segunda generación C5, el C6, y el DS3, el cual fue una pieza clave en el rebranding de la marca.
Concept-cars como el Citroën C-SportLounge, C-Métisse, Citroën_Metropolis y GT by Citroën diseñados por su equipo demostraron su deseo de reposicionarse como líderes en el diseño diseño automovilístico.
En 2009,  fue promovido a Director de Diseño del Grupo PSA , a cargo de los diseñadores Gilles Vidal de Peugeot y Thierry Métroz de Citroën desde principios del 2010.

## Premios
- Jean Pierre Ploué fue elegido como  Homme de l'Année 2007 (Hombre del Año 2007) por la Revista de l'Automóvil.